# Сікасаарі
Сікаса́рі (Свинячий, рос. Сикасари, фін. Sikasaari) — невеликий скелястий острів у Ладозькому озері. Належить до групи Західних Ладозьких шхер. Територіально належить до Лахденпохського району Карелії, Росія.
Витягнутий з північного заходу на південний схід. Довжина 1,3 км, ширина 0,5 км.
Розташований за 3 км на схід від острова Хепасалонсарі, є крайнім північно-східним островом групи Західних Ладозьких шхер. Скелястий, майже весь вкритий лісами.